# Estadi Carlos Tartiere (2000)
L'Estadi Carlos Tartiere -de nom idèntic a l'antic - és un estadi de futbol localitzat a la ciutat d'Oviedo, Astúries. S'hi celebren els partits que el Reial Oviedo disputa com a local i té capacitat per a 30.500 espectadors, tots ells asseguts. A més, compta amb una llotja d'honor i més de 200 seients VIP. L'estadi està qualificat amb la categoria 3 de la UEFA (la categoria 4 és la més alta).

## Història
Va ser inaugurat oficialment el 20 de setembre de 2000 amb un partit amistós entre el Reial Oviedo i el Fudbalski Klub Partizan, tot i que el dia 17 ja s'havia fet de forma oficiosa en un partit de Lliga de primera divisió entre l'Oviedo i la UD Las Palmas. El primer gol en aquest estadi el va marcar el jugador de Las Palmas Robert Jarni de penal.
El nou estadi va ser objecte de diverses crítiques, entre elles la ubicació, que té accessos inadequats per a grans afluències de públic i poc idonis per a evacuacions i casos d'emergència, i el terreny sobre el qual està emplaçat, el qual no és idoni per al correcte manteniment de la gespa, ja que és un entorn humit i amb poques hores de llum del sol directa, principalment durant l'hivern. A més, també són objecte de crítiques les grans obertures existents a la façana, que el fan un estadi fred, i la seva manca de color, amb predomini del gris tant a l'interior, pels seients, com a l'exterior, per la façana de formigó no cobert. No obstant això, Emilio Llano, un dels arquitectes, defensa que «la ubicació és de manual» i que «el problema pot estar en la pròpia gespa, però no en el subsòl».

## Galeria

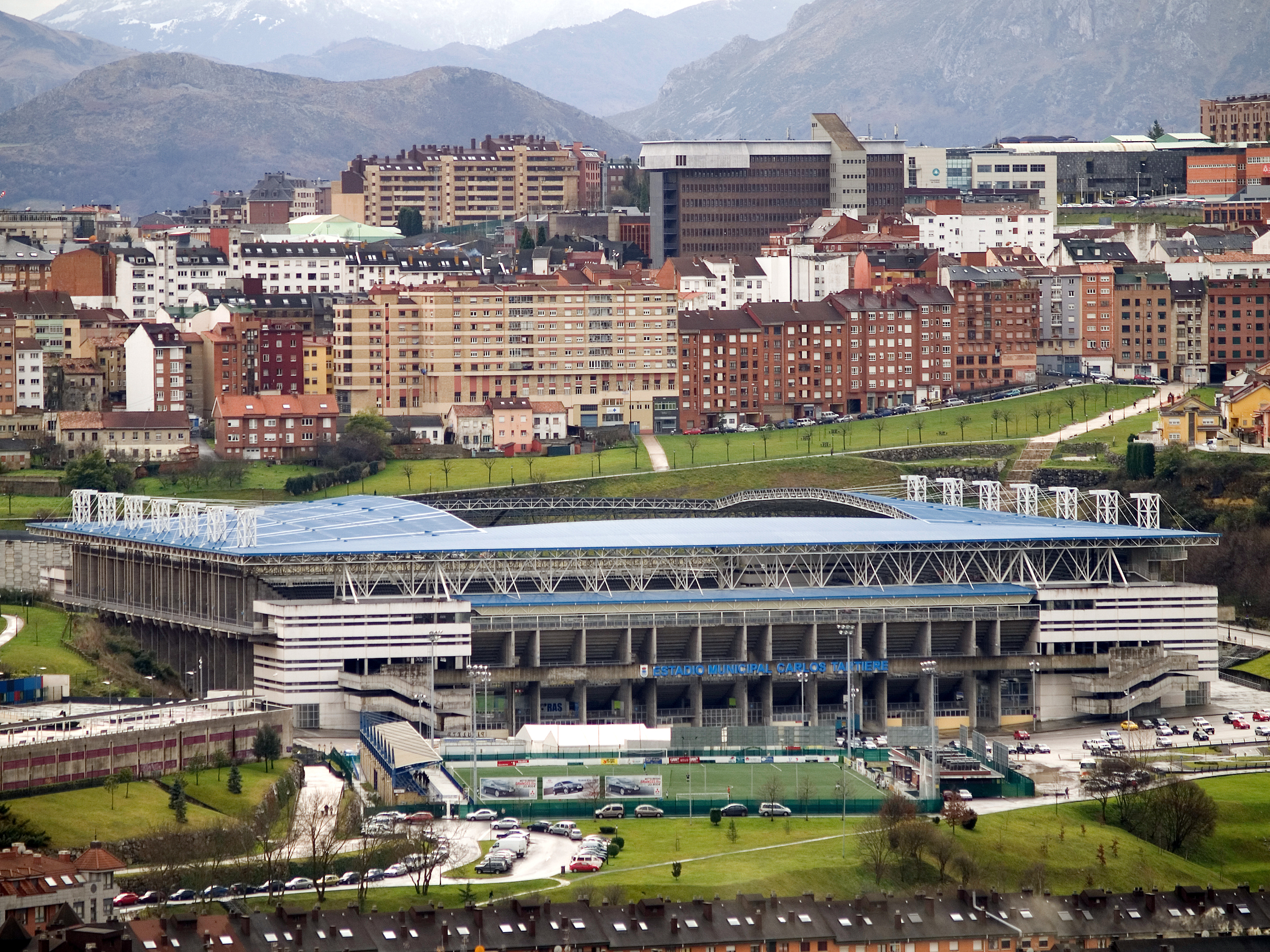
El nou estadi Carlos Tartiere vist des del Monte Naranco.
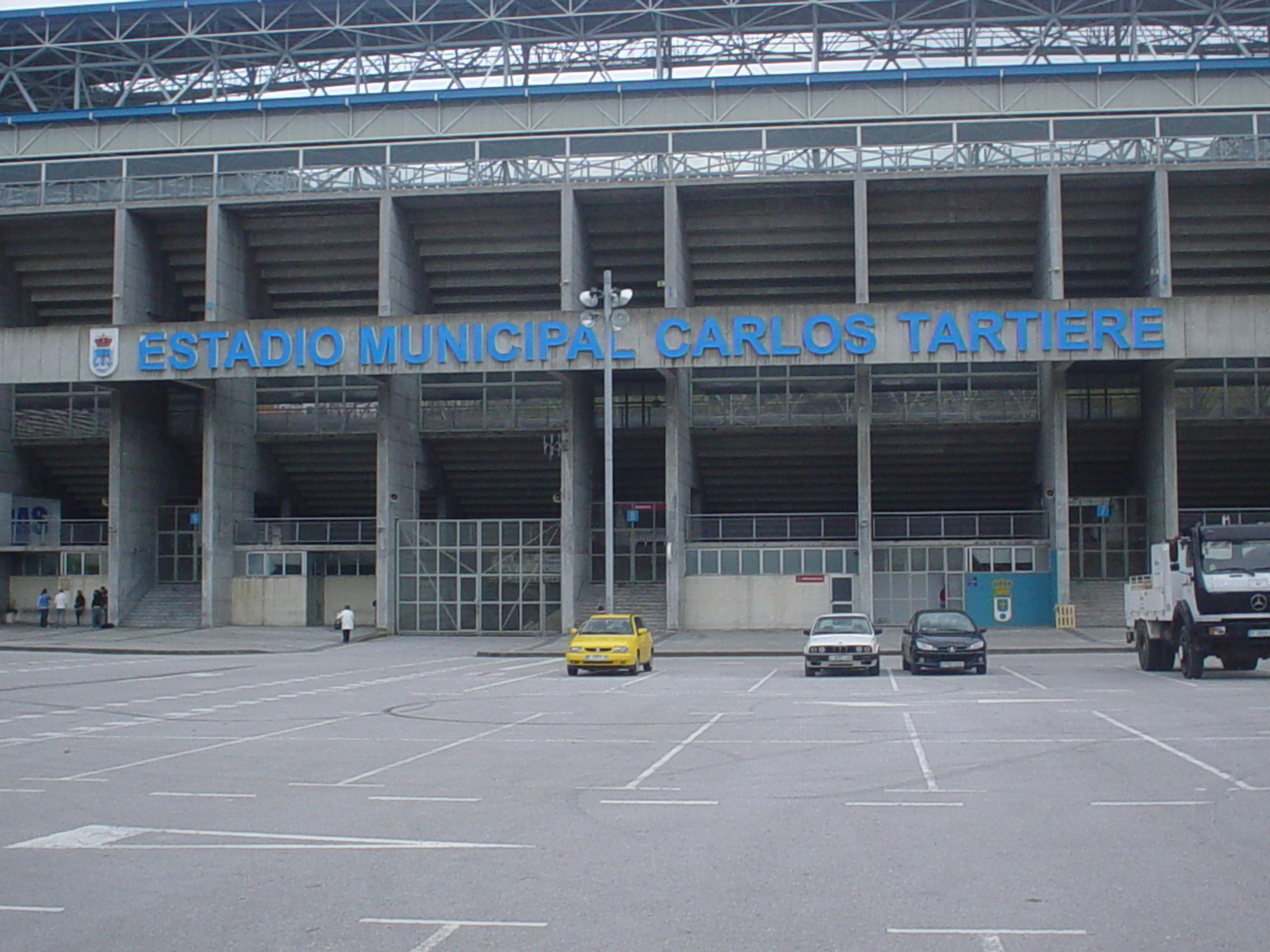
Façana principal de l'estadi Carlos Tartiere.
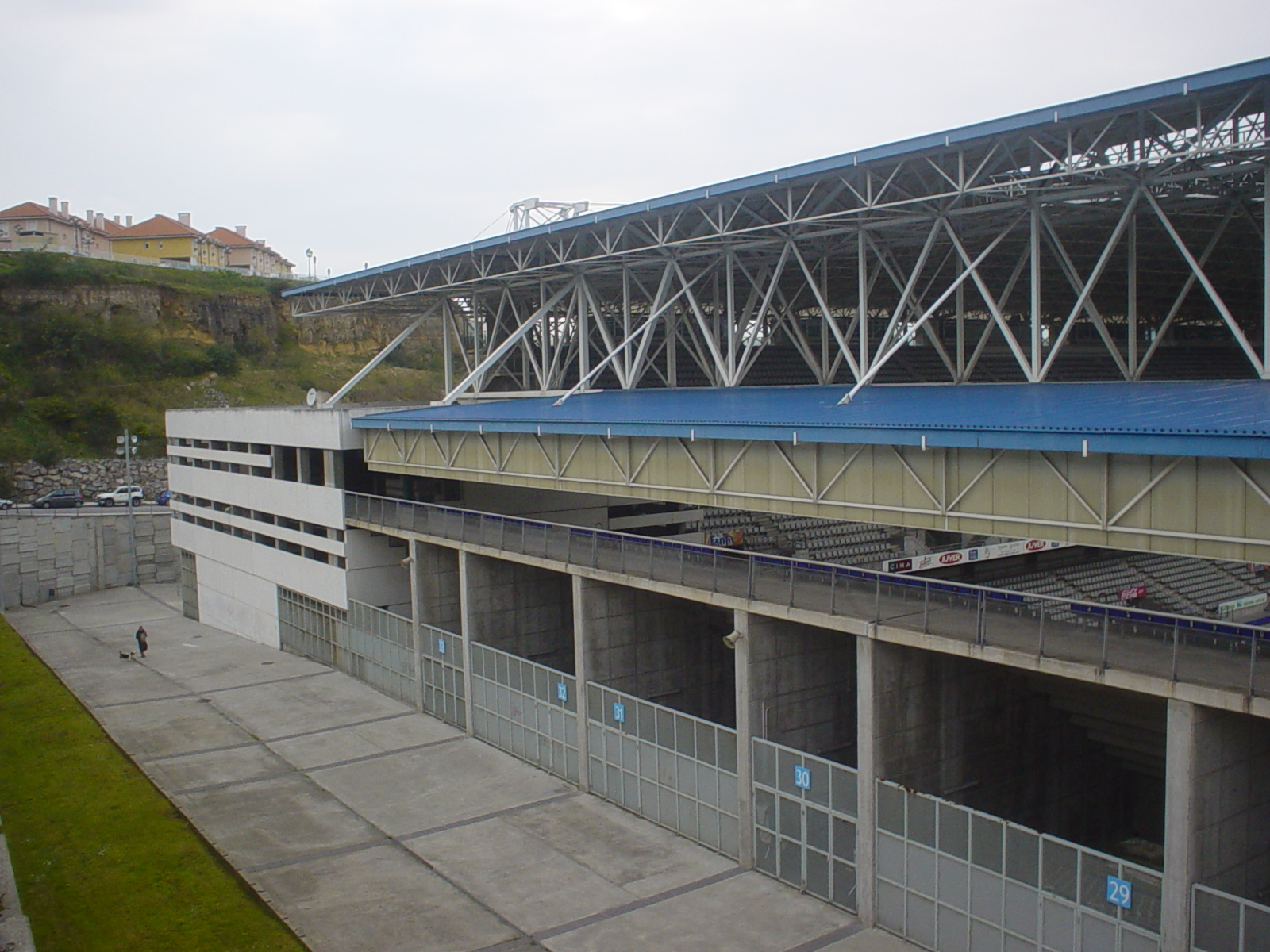
Aspecte exterior de l'estadi Carlos Tartiere.